# Silke Preuß
Silke Preuß (Berlín Oriental, RDA, 5 de octubre de 1965) es una deportista de la RDA que compitió en vela en la clase 470.
Ganó una medalla de bronce en el Campeonato Mundial de 470 de 1987. Participó en los Juegos Olímpicos de Seúl 1988, ocupando el séptimo lugar en la clase 470.

## Palmarés internacional
| \| Campeonato Mundial \| Campeonato Mundial \| Campeonato Mundial \| Campeonato Mundial \| \| Año \| Lugar \| Medalla \| Clase \| \| ------------------ \| ------------------ \| ------------------ \| ------------------ \| \| 1987 \| Kiel (RFA) \| Medalla de bronce \| 470 \| |            |                   |       |
| Campeonato Mundial |            |                   |       |
| Año | Lugar      | Medalla           | Clase |
| 1987 | Kiel (RFA) | Medalla de bronce | 470   |